# Katie Melua
Keteven Melua (georgisk: ქეთევან "ქეთი" მელუა) (født 16. september 1984 i Georgien) er en georgisk/britisk singer-songwriter og musiker. Hun er bl.a. kendt for sangen Nine Million Bicycles, som var et stort hit over store dele af kloden, også i Danmark.

## Diskografi
- Call off the Search (2003)
- Piece by Piece (2005)
- Pictures (2007)
- Live at the O2 Arena (2009)
- The House (2010)
- Secret Symphony (2012)
- Ketevan (2013)
- In Winter (2016)
- Album No. 8 (2020)
- Love & Money (2023)

## Filmografi

### Lydspor
| År   | Film             | Sang                                        |
| ---- | ---------------- | ------------------------------------------- |
| 2009 | Faintheart       | "Toy Collection"                            |
| 2007 | Nancy Drew       | "Looking for Clues"                         |
| 2006 | Mía Sarah        | "Call off the Search", "Tiger in the Night" |
| 2006 | Miss Potter      | "When You Taught Me How to Dance"           |
| 2005 | Just like Heaven | "Just like Heaven"                          |